# WASP-22
WASP-22 — звезда в созвездии Эридана на расстоянии приблизительно 980 световых лет от нас. Вокруг звезды обращается, как минимум, одна планета.

## Характеристики
WASP-22 — звезда солнечного типа. Её масса и радиус близки к солнечным и составляют 1,1 и 1,13 солнечных соответственно. Температура поверхности приблизительно равна 6000 кельвинов — немного выше температуры поверхности Солнца.

## Планетная система
В 2010 году группой астрономов, работающих в рамках программы SuperWASP, было объявлено об открытии планеты WASP-22 b в системе. Она представляет собой горячий газовый гигант, обращающийся очень близко вокруг родительской звезды, на расстоянии 0,047 а.е., что приблизительно равно 7 миллионам километров. Планета обращается по слабоэллиптической орбите, совершая полный оборот за 3,5 дня. Эффективная температура планеты оценивается в 1430 кельвинов. Открытие было совершено транзитным методом.